# Consumo de tabaco en Argentina

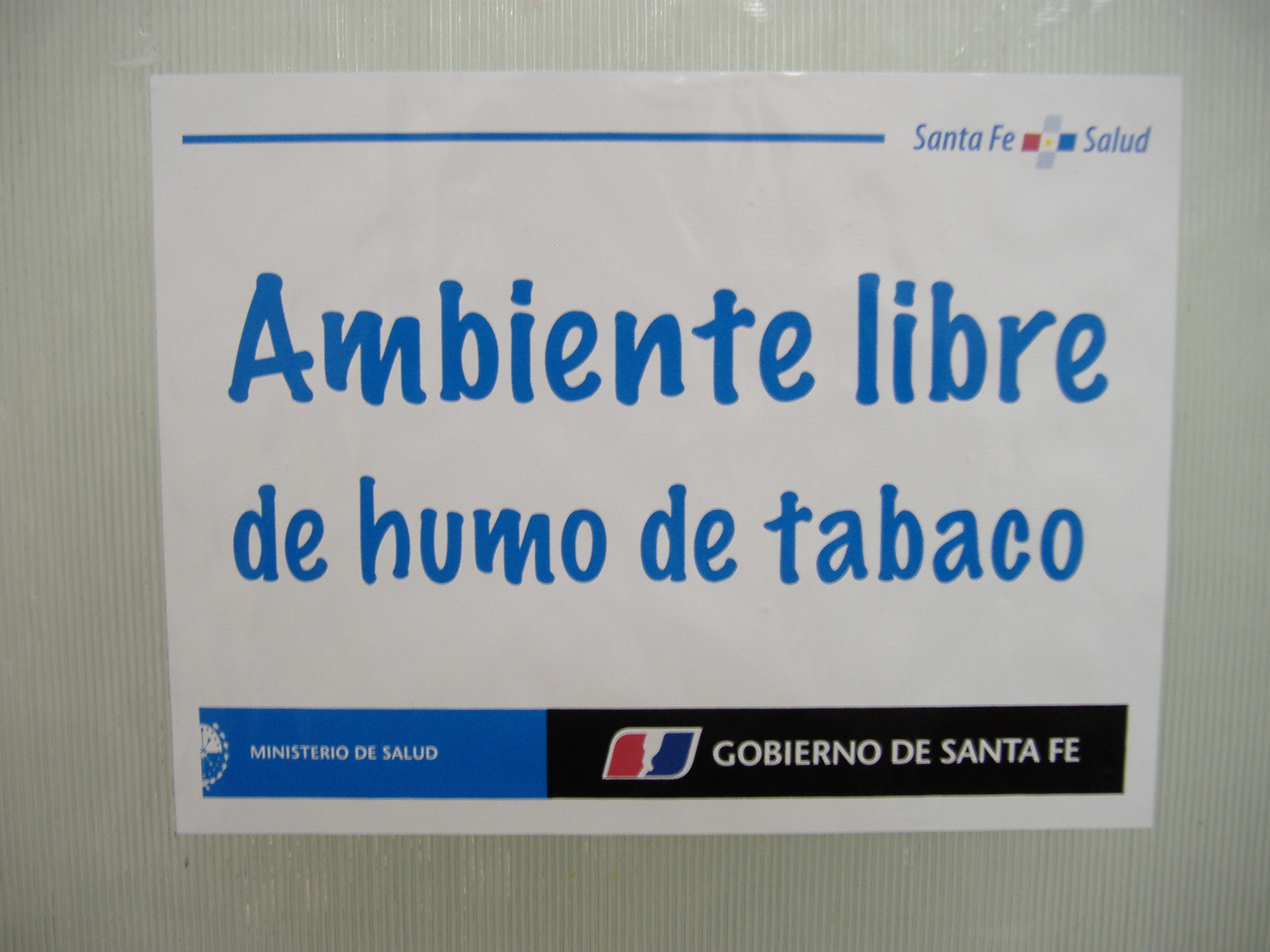
Cartel que refleja las regulaciones del Ministerio de Salud provincial en la ciudad de Rosario, Santa Fe.

El consumo de tabaco en Argentina ha sido históricamente una práctica extendida, con una significativa incidencia en la salud pública y la economía nacional. El mercado tabacalero en el país incluye una producción importante y un consumo elevado que ha motivado la implementación de diversas normativas y políticas públicas destinadas a su regulación. La legislación vigente busca controlar la fabricación, distribución y comercialización de productos de tabaco, así como limitar la exposición al humo y la promoción del consumo, en un esfuerzo por reducir los daños asociados al tabaquismo.

## Legislación

### Leyes nacionales
Según el Programa Nacional de Control del Tabaco, en 2006, el 33.5% de la población adulta fumaba, y el 30% empieza esta práctica antes de los 11 años de edad; el tabaco causa más de 100 muertes por día (40.000 por año, 6.000 debido al consumo pasivo), y el costo de los tratamientos de enfermedades vinculadas al consumo de tabaco ronda los 4.300 millones de pesos (1.390 millones de dólares estadounidenses) por año, es decir, el 15.5% del gasto público en salud. El gobierno sólo recauda 3500 millones de pesos por año por impuestos al cigarrillo.
La ley nacional 23344 aprobada el 29 de agosto de 1986, estableció restricciones a la publicidad y promoción del tabaco, y obligó a las compañías tabacaleras a incluir una leyenda advirtiendo que El fumar es perjudicial para la salud en todos los paquetes de cigarrillos, pero no incluyó sanciones contra las violaciones de esta ley (las mismas fueron incluidas después, y luego parcialmente vetadas).
En septiembre de 2003 Argentina firmó el Convenio marco para el control del tabaco promovido por la Organización Mundial de la Salud, pero su ratificación se demoró dos años. Los analistas culparon por dicha demora al constante cabildeo que efectuó la industria tabacalera argentina, así como también por las previos intentos fallidos de establecer políticas antitabaco serias.
En diciembre de 2007 durante el gobierno de Fernández de Kirchner se estableció el Programa Nacional de Control de Tabaco, prohibiéndose la venta a menores de edad.
En 2010 comenzó a tratarse una ley nacional antitabaco. Fue aprobada en 2011.
La Tercera Encuesta de Factores de Riesgo que realizó en 2013 el Ministerio de Salud de la Nación, muestra que el consumo de tabaco se encuentra en permanente descenso. En 2005 fumaba el 29,7% de la población adulta, y en 2013 esa proporción bajó al 25,1%.
En el caso de los jóvenes, el consumo de cigarrillos disminuyó del 24,5% correspondiente al año 2007 al 19,6% en 2012 -lo que representó 30 mil fumadores menos.
En el año 2011 se aprobó la ley 26.687 que regula la publicidad y el consumo de tabaco para prevenir y asistir a la población frente a los daños que produce el tabaquismo.
En el año 2014 se creó el Plan Integral para el Abordaje de los Consumos Problemáticos (Plan IACOP). Es un plan creado en todo el país para prevenir los consumos problemáticos, asistir en forma gratuita a las personas que lo sufren e integrarlos socialmente.

### Leyes provinciales y municipales

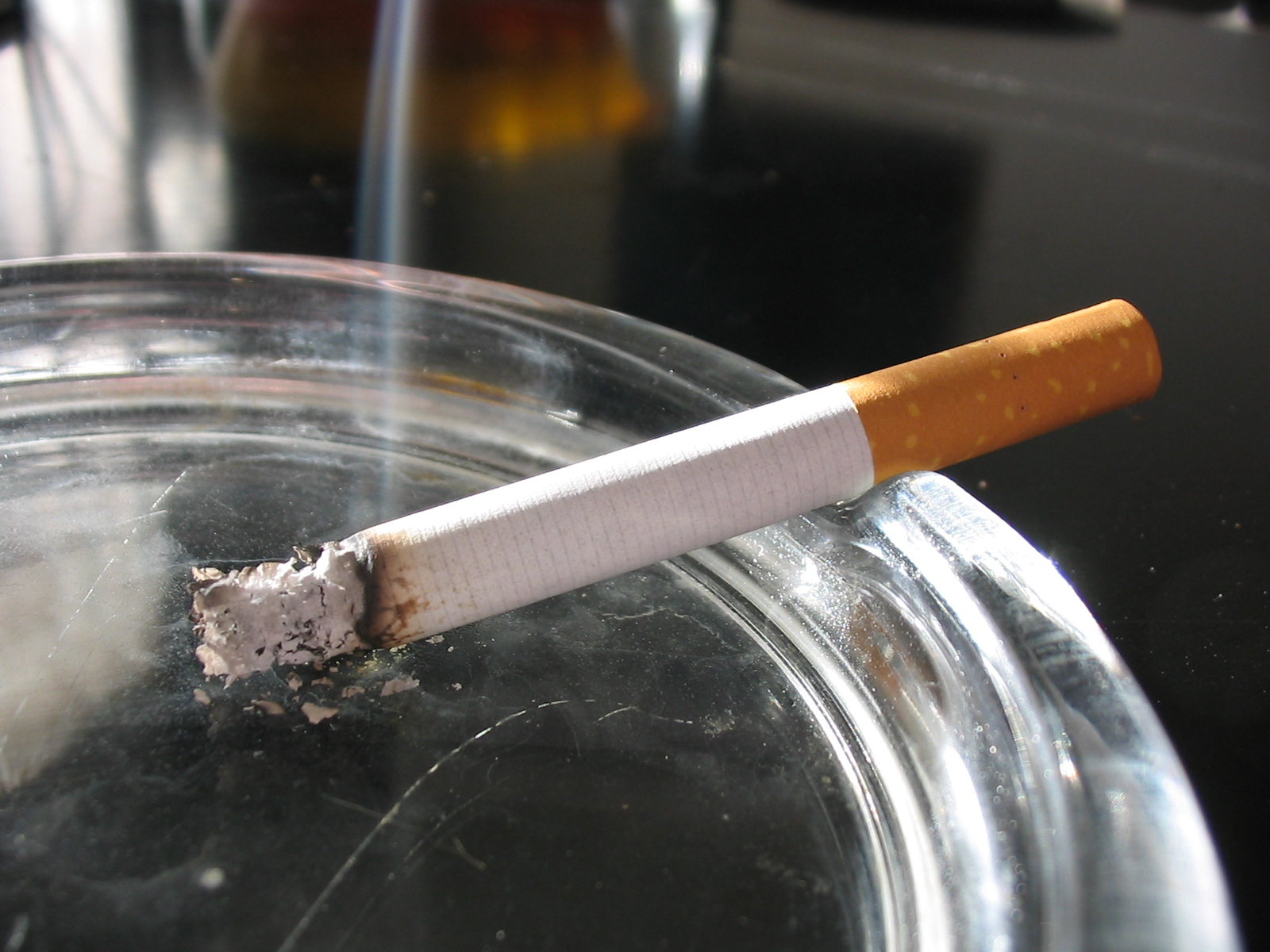
Cigarrillo encendido.

Hacia el 2003, el 75% de las provincias argentinas contaban con algún tipo de legislación sobre el consumo de tabaco. Además, muchos municipios han establecido leyes locales creadas, o bien para complementar las provinciales o bien para cubrir el vacío legal generado por la inexistencia de las mismas. La ley contempla multas para quienes la quebrantan, ya sean tabacaleras, negocios o particulares. La aplicación de esta legislación varía considerablemente en las distintas jurisdicciones:
- En Santa Fe está prohibido fumar en lugares públicos cerrados y vender tabaco a menores de edad.[10][11]
- En La Rioja y Chubut está prohibido fumar en lugares cerrados y en oficinas públicas.
- En Mendoza también hay "lugares libres de tabaco" en escuelas, hospitales y otras dependencias públicas.
- En Córdoba y Tucumán, las prohibiciones para fumar en lugares públicos están vigentes desde mediados de 2006.[12]
- En la Ciudad de Buenos Aires está prohibido fumar en las dependencias gubernamentales y espacios cerrados menores a 100 m².
- Chaco, Neuquén, Tierra del Fuego y Salta tienen leyes similares.
- En Jujuy la ordenanza 5345, promulgada en 2008, declara libres de humo a los espacios públicos en San Salvador de Jujuy.

## Mercado
El mercado de cigarrillos en Argentina está liderado por Philip Morris International (PMI), a través de su filial local Massalin Particulares S.A., que controla más del 50% del volumen total de ventas.Sus marcas principales —Marlboro, L&M, Chesterfield, entre otras— dominan el segmento premium.
En segundo lugar se encuentra British American Tobacco, que opera en el país mediante su subsidiaria BAT Argentina (antes llamada Nobleza Piccardo), y concentra alrededor del 35 % del mercado con marcas como Camel, Lucky Strike, Rothmans y Pall Mall.
En 2025, precio promedio de los productos de ambas compañías ronda los $4.000 ARS por paquete de 20 cigarrillos,lo que ha impulsado el crecimiento del consumo de segundas marcas como Red Point, fabricada por Tabacalera Sarandí, que representa cerca del 33 % del mercado nacional.